# توماس اشترونتس
توماس اشترونتس (به آلمانی: Thomas Strunz) بازیکن فوتبال و هافبک اهل آلمان است که از سال ۱۹۹۰ میلادی عضو تیم ملی فوتبال آلمان بوده‌است. وی در ۴۱ بازی ملی حضور داشته است و آخرین بازی ملی خود را در سال ۱۹۹۹ میلادی انجام داد. توماس اشترونتس در بازی‌های ملی‌اش ۱ گل به ثمر رساند.
از تیم‌هایی که در آن بازی کرده‌است می‌توان به باشگاه فوتبال اشتوتگارت اشاره کرد.